# 尤里卡森特 (明尼蘇達州)
尤里卡森特（英語：Eureka Center）是位於美國明尼蘇達州達科他縣尤里卡鎮區的一個非建制地區。

## 地理
尤里卡森特所處的海拔為高於海平面296米（即971英呎），而該地所採用的時區為UTC-6，即北美中部時區（CST）。同時該地設有夏令時間，為UTC-6調快一小時，即UTC-5（CDT）。